# Michael Johnston
Michael Johnston (Carolina del Nord, 22 febbraio 1996) è un attore statunitense.

## Biografia
È noto principalmente per aver preso parte alla serie televisiva Teen Wolf nel ruolo di Corey Bryant. Ha inoltre avuto il ruolo del protagonista nel film Slash del 2016.

## Filmografia

### Cinema
- Slash, regia di Clay Liford (2016)
- Bornless Ones, regia di Alexander Babaev (2016)
- Crazy for the Boys, regia di Martin Guigui (2018)
- The Maestro, regia di Adam Cushman (2018)

### Televisione
- Diario di una nerd superstar (Awkward) – serie TV, episodio 5×11 (2015)
- Teen Wolf – serie TV, 28 episodi (2015-2017)
- Pure Genius – serie TV, episodio 1×02 (2016)
- Supergirl – serie TV, 4x07 (2018)

## Doppiatori italiani
Nelle versioni in italiano delle opere in cui ha recitato, Michael Johnston è stato doppiato da:
- Alex Polidori in Teen Wolf
- Federico Viola in Supergirl